# Bælum (plaats)
Bælum is een plaats in de Deense regio Noord-Jutland, gemeente Rebild. De plaats telt 775 inwoners (2019) en valt onder de parochie Bælum.

## Geschiedenis
In 1682 bestond het dorp uit 17 boerderijen en 32 woonhuizen. In 1875 werd er onder andere melding gemaakt van een dorp met een kerk, een pastorie, een school en een herberg.
Op 1 december 1900 werd het station van Bælum geopend, gelegen aan de spoorlijn Aalborg - Hadsund. Op 31 maart 1969 werd het spoorvervoer op deze lijn weer beëindigd. Het stationsgebouw is bewaard gebleven. Op de voormalige spoorbaan is een fietspad aangelegd.
Bælum was tot 1970 onderdeel van Hellum Herred. Van 1970 tot 2006 viel Bælum onder de gemeente Skørping.

## Bezienswaardigheden
Ten noordwesten van de plaats ligt Bælum Mølle, een windmolen uit 1908. De molen staat op een heuvel, 60 meter boven zeeniveau. De eerste molen op deze locatie zou in 1765 zijn gebouwd door de Nederlander Harbo Meulengracht.
De kerk van Bælum dateert uit circa 1200.